# 日本基督教団南大阪教会
日本基督教団南大阪教会（にほんキリストきょうだんみなみおおさかきょうかい）は、大阪府大阪市阿倍野区阪南町に所在するキリスト教の教会。教派はプロテスタント (日本基督教団) 。大阪市都市景観資源に選定されている。

## 歴史・概要
1926年 (大正15年) 2月7日設立し、1928年 (昭和3年) に村野藤吾の設計・監督で、彼の処女作である旧礼拝堂と教会塔が完成、その3年後に幼稚園を設立。1970年に幼稚園舎、教育館、伝道師住居を建築した。旧会堂は傷みが激しくなったことや収容能力拡大から取り壊され、1981年に新会堂（礼拝堂）を建築した。これは村野の晩年の作品でもある。この際に塔は修復された。2016年 (平成28年) 大阪市に「阿倍野区の都市景観資源」として選定された地域のランドマーク的存在である。

## 幼稚園
南大阪幼稚園を運営している。創立以来キリスト教育を一貫する、園児80人の小規模園である。

### 教育方針
- ひとりひとりを大切に
- たくましい心-祈りのある生活
- たくましいからだ
- 教育は共育　育児は育自

### 歌碑
当園南東部には阪田寛夫の「サッちゃん」歌碑があるが、阪田は1931年に設立された当園の2期生である。「サッちゃん」は1959年に書かれた童謡で阪田が園児時代、1歳年上の「さちこ」に対して抱いた親しい思いを書き起こしたものである。

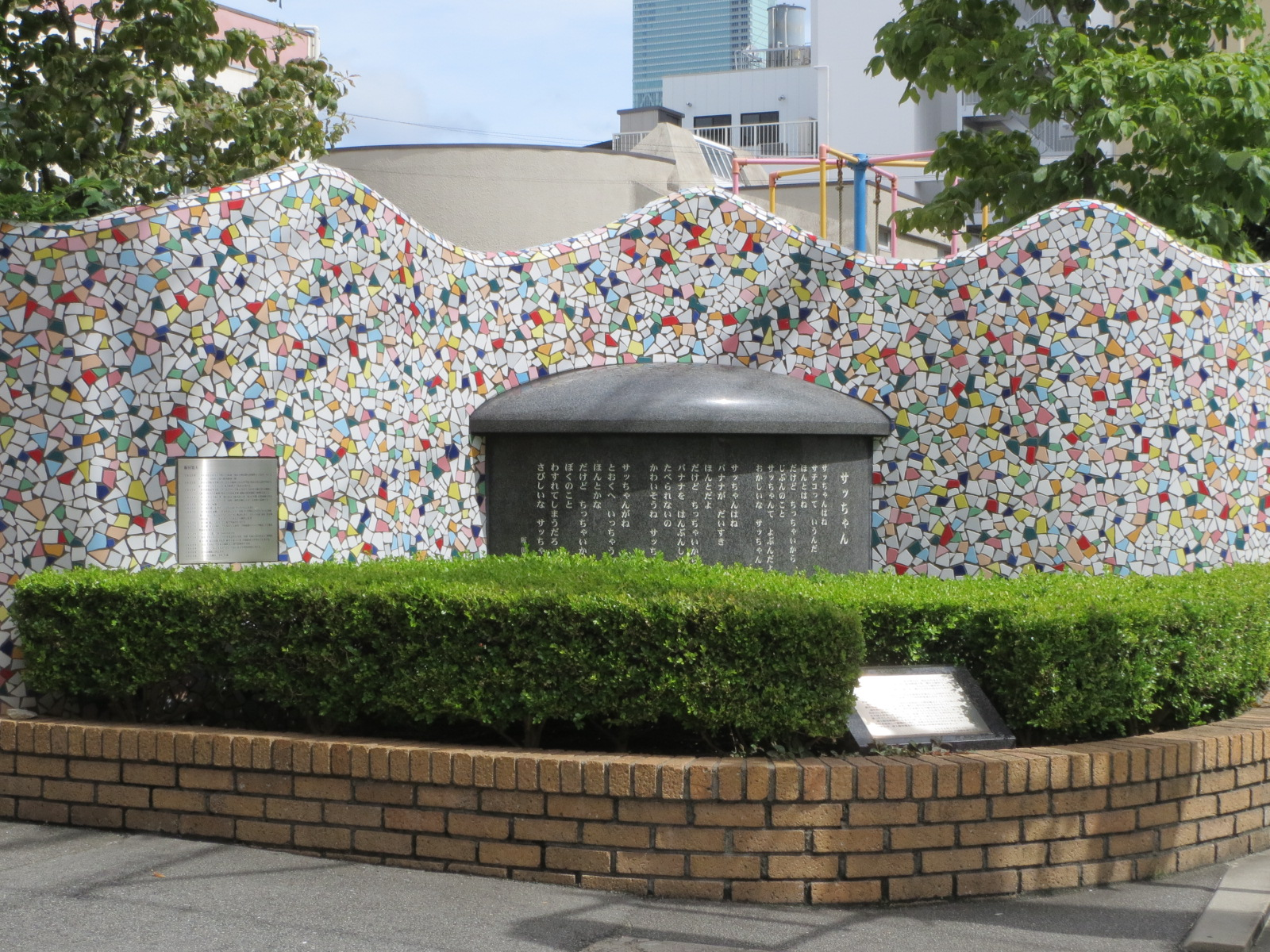
サッちゃん歌碑

## 現地情報

### 所在地
大阪府大阪市阿倍野区阪南町1-30-5

### 交通アクセス
大阪メトロ谷町線昭和町駅より徒歩5分